# Брент (аэропорт, Алабама)
Аэропорт округа Бибб (англ. Bibb County Airport), (FAA LID: 0A8) — государственный гражданский аэропорт, расположенный в 6 километрах к востоку от центральной части города Брент (округ Бибб, Алабама, США). Аэропорт находится в собственности округа.

## Операционная деятельность
Аэропорт округа Бибб занимает площадь в 23 гектара, расположен на высоте 76 метров над уровнем моря и эксплуатирует одну взлётно-посадочную полосу:
- 10/28 размерами 1280 x 24 метров с асфальтовым покрытием.

За период с 30 мая 2006 года по 30 мая 2007 года аэропорт округа Бибб обработал 3542 операции взлётов и посадок самолётов (в среднем 10 операций ежедневно), все рейсы выполняла авиация общего назначения.